# Стефан Джеймс
Стефан Джеймс (англ. Stephan James; нар. 16 грудня 1993) — канадський актор ямайського походження. Брав участь у ряді телевізійних серіалів в підлітковому віці, став відомим завдяки перемозі в Canadian Screen Award за роль тренера Джессі Оуенс у 2016 році в фільмі Сила волі.

## Життєпис
Стефан Джеймс народився 16 грудня 1993 в Торонто, провінція Онтаріо, Канада, у сім'ї ямайців. У нього є старший брат також актор Шамьєр Андерсон. Стефан навчався в Колегіальному інституті Джарвіса (Торонто), який закінчив у 2011 році.

### Кар'єра
Джеймс дебютував у кінематографі у 2010 році з кількох епізодів у маловідомому шоу "Бути як Інді" та з невеликої ролі у ТБ-фільмі Брюса МакДональда "Моя няня – вампір".
Здобуває популярність у проміжку між 2011 і 2014 роками. Для Стефана це були досить непогані картини режисури Джеймса Хеймана "Дванадцять різдвяних побачень" (2011, телебачення), Томаса Картера "Гра на висоті", Ави ДюВерно "Сельма" (обидві 2014).
Протягом 2016-2018 років Джеймс узяв участь у створенні стрічок "Сила волі" Стівена Хопкінса (2016), Баррі Дженкінса "Якщо Біл-стріт могла би заговорити" (2018), а також у створенні серіалу "Повернення додому" (10 епізодів). За це шоу актор отримав номінацію на "Золотий глобус" за "Найкращу чоловічу роль на ТБ (драма)".

## Фільмографія
| Рік       |   | Українська назва                | Оригінальна назва          | Роль                              |
| --------- | - | ------------------------------- | -------------------------- | --------------------------------- |
| 2012      | с | Той, хто читає думки            | The Listener               | Ібрагім Аїм (епізод "The Taking") |
| 2012      | ф | Знову вдома                     | Home Again                 | Евертон                           |
| 2014      | ф | Шкільний проект                 | Perfect Sisters            | Донні                             |
| 2014      | ф |                                 | The Dependables            | Шейн Джонс                        |
| 2014      | ф | Гра на висоті                   | When the Game Stands Tall  | Терренс "Т.К." Келлі              |
| 2014      | ф | Сельма                          | Selma                      | Джон Левіс                        |
| 2015      | ф |                                 | Lost After Dark            | Wesley                            |
| 2015      | ф | Втеча Чарлі Райта               | Across the Line            | Меті Слотер                       |
| 2016      | ф | Сила волі                       | Race                       | Джессі Оуенс                      |
| 2018—2020 | с | Повернення додому               | Homecoming                 | Волтер Круз (20 епізодів)         |
| 2018      | ф | Якби Біл-стріт могла заговорити | If Beale Street Could Talk | Алонзо «Фонні» Гант               |
| 2019      | ф | 21 міст                         | 21 Bridges                 | Майкл Трухільо                    |
| 2020      | с |                                 | #FreeRayshawn              | Рейшон Морріс (12 епізодів)       |
| 2021      | ф |                                 | National Champions         | ЛеМаркус Джеймс                   |
| 2024      | ф | Урок фортепіано                 | The Piano Lesson           | Малюк Чарльз                      |